# Orgelpunt
Met orgelpunt (Latijn: organicus punctus, orgelnoot) wordt in de muziek een lang aangehouden of herhaalde toon bedoeld, waar omheen zich andere stemmen vrij bewegen.
Het begrip vindt z'n oorsprong bij het orgel, waarbij lange tijd moeiteloos een lage toon aangehouden kan worden met het pedaal, terwijl op het klavier gespeeld wordt. Een orgelpunt treft men vaak aan het einde van een muziekstuk in de baspartij aan, maar kan ook in andere stemmen of op andere plaatsen in het stuk voorkomen.
Een veel voorkomende vorm van omspeeld orgelpunt ziet men in de sonatevorm vlak voor de reprise (dus aan het eind van de doorwerking, op de dominant). Dit orgelpunt werkt als spanningsverhogend, en kondigt doorgaans de terugkeer van het thema in de hoofdtoonsoort aan.